# Pseudoscopelus
Pseudoscopelus – rodzaj ryb z rodziny paszczękowatych (Chiasmodontidae).

## Klasyfikacja
Gatunki zaliczane do tego rodzaju:
- Pseudoscopelus altipinnis
- Pseudoscopelus aphos
- Pseudoscopelus astronesthidens
- Pseudoscopelus australis
- Pseudoscopelus bothrorrhinos
- Pseudoscopelus cephalus
- Pseudoscopelus lavenbergi
- Pseudoscopelus obtusifrons
- Pseudoscopelus odontoglossum
- Pseudoscopelus parini
- Pseudoscopelus sagamianus
- Pseudoscopelus scriptus
- Pseudoscopelus scutatus
- Pseudoscopelus vityazi